# المنان (أسماء الله الحسنى)

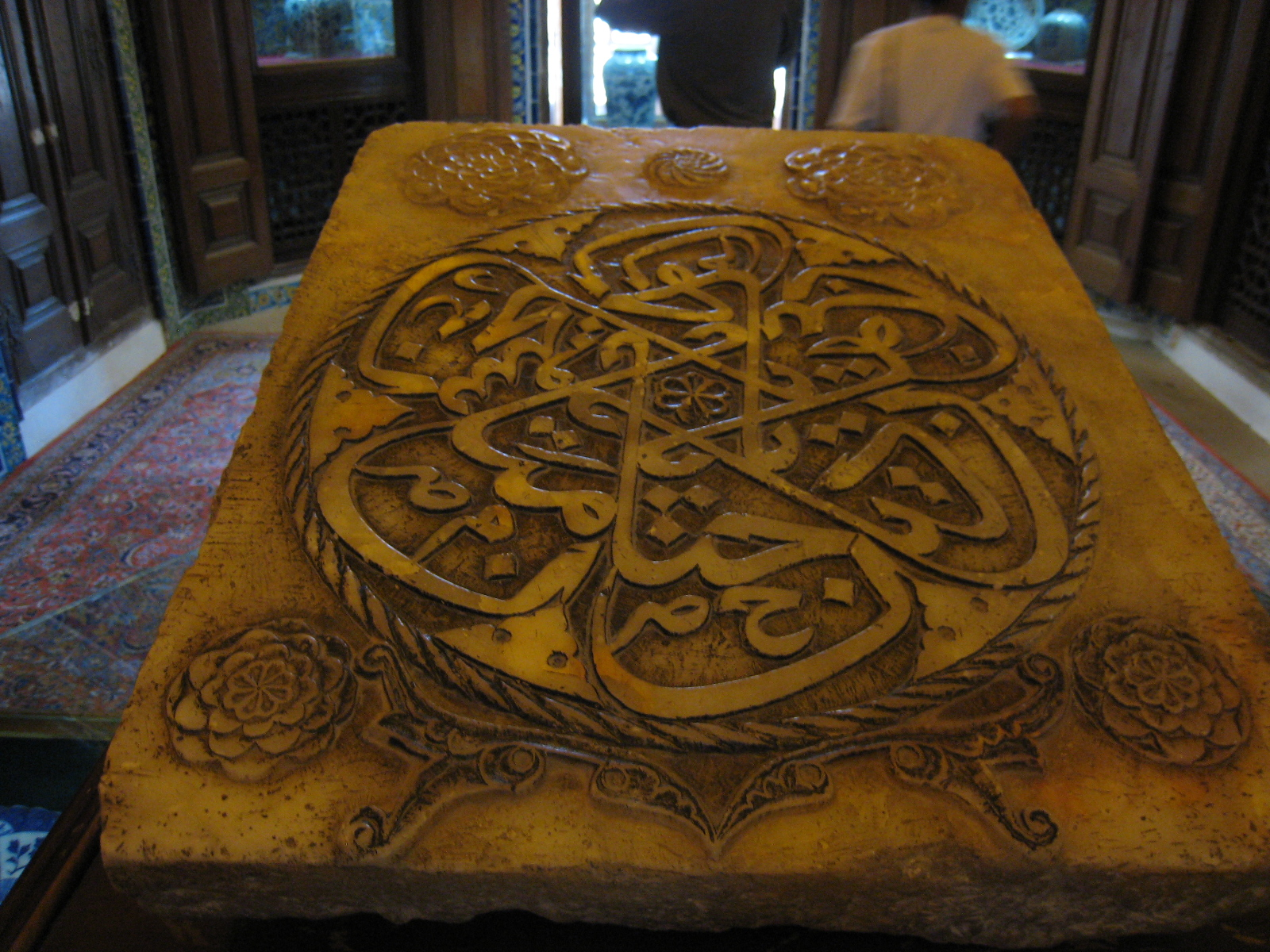

اسم المَنَّان لم يَرِد في القرآن الكريم، ولكنَّه ورد في السنَّة المطهَّرة، مرادًا به العلمية، ودالًّا على كمال الوصفية، كما تعوَّدنا في أسمائه الحُسنى الثابتة، وقد ورد هذا الاسمُ في سنن أبي داود، من حديث أنس بن مالك رضي الله عنه، أنه كان مع رسول الله ﷺ رجلٌ يصلِّي، ثم دعا، فقال هذا الرجل:
«اللَّهمَّ إني أَسأَلُكَ بِأنَّ لَكَ الحمدَ، لا إِلهَ إِلا أنْتَ، المَنَّانُ، بَديعُ السَّمَواتِ والأرضِ، ذو الجَلالِ والإِكْرَامِ، يا حَيُّ يا قَيُّومُ، فقال رسولُ الله ﷺ  لأصحَابِهِ: أتَدرونَ بمَ دَعَا ؟ قالوا: اللهُ ورسولُهُ أعلم، قال: والذي نفسي بيده، لَقَدْ دَعا الله باسمه الأعظم، الذي إِذَا دُعِيَ به أَجَابَ، وإِذَا سُئِلَ بِهِ أعْطَى».

## معنى المنان في اللغة

### القطع
المنان في اللغة صيغة مبالغة، مِن الفعل منّ يمُن مَناً، معنى منّ، يمن، مناً: أي قطع يقطع، قطع الشيء، وذهب به، معنى ذلك أنه منّ.
شيء آخر، منّ عليه، أي أحسن وأنعم عليه.
﴿وَإِنَّ لَكَ لَأَجْرًا غَيْرَ مَمْنُونٍ ۝٣﴾ (سورة القلم)
أي غير محسوب، أو غير مقطوع، أو غير منقوص، هناك معان دقيقة لمنّ منّ، يمن، مناً، اسم المبالغة ( المنان )، على وزن فعّال، كأن تقول: غفّار.
﴿وَإِنِّي لَغَفَّارٌ لِمَنْ تَابَ وَآمَنَ وَعَمِلَ صَالِحًا ثُمَّ اهْتَدَى ۝٨٢﴾ (سورة طه)
إن اسم الله إذا جاء بصيغة المبالغة فيعني مبالغة في الكمّ، أو في النوع، فالله عز وجل إذا قلت: يا غفار، فإنه يغفر أكبر ذنب تتصوره، وإذا قلت: يا غفار فيغفر مليون ذنب، والصلح مع الله يتم بلمحة واحدة، والدنيا ساعة فاجعلها طاعة، والصلح سريع.
أيها الإخوة، بعض العلماء قال: المنة ؛ النعمة الثقيلة.
قدم إنسانٌ لإنسان هدية بألف ليرة، هذا عمل طيب، أما أن يعطيك بيتاً، ومركبة، وأرضاً، ورأس مالٍ، بلا مقابل، فهذا عطاء كبير بمقياس البشر.
فالمن النعمة الثقيلة، ولا تكون حقيقة إلا لله عز وجل، لأن الله سبحانه وتعالى منحك نعمة الإيجاد، أوجدك، ولم تكن شيئاً مذكورا، منحك نعمة الإمداد، منحك نعمة الهدى والرشاد، فالنعم العظيمة، النعم الجليلة، هي نعم الله عز وجل.

### المنن والنعم الثقيلة لا تصح حقيقة إلا لله
شيء آخر: هذه الدنيا أعطاها الله لمن يحب، ولمن لا يحب، أعطاها لقارون وهو لا يحبه، وأعطاها لسيدنا عثمان بن عفان، كان غنياً وهو يحبه، هذه الدنيا أعطى الدنيا لمن لا يحب، أعطاه لفرعون، وأعطاه لنبيه الكريم سليمان، لأن الدنيا تنتهي بالموت فلا تعد عطاءً يليق بكرم الله.
لذلك المنن ؛ النعم الثقيلة، لا تصح حقيقة إلا بنعم الله، وأكبر نعمة يمكن أن تصل إليها نعمة الهدى، لأن المال عرض حاضر، يتوقف القلب فتصبح كل أموالك المنقولة وغير المنقولة للورثة، في ثانية كان إنسان ملء السمع والبصر فأصبح خبراً على الجدران، يقال فيه: رحمة الله عليه، كان إنسانا فصار جثة، وأحيانا يسافر الإنسان راكبا فيرجع بضاعة في صندوق، لها معاملة، وتخليص، وتقرير، كان إنسانًا فصار خبرًا، فلذلك لا يليق بكرم الله أن يكون عطاءه منقطعاً، والدنيا دار انقطاع، لذلك الموت ينهي غنى الغني، ينهي فقر الفقير، ينهي قوة القوي، ينهي ضعف الضعيف، ينهي وسامة الوسيم، ينهي دمامة الدميم، ينهي صحة الصحيح، ينهب مرض المريض.
الدنيا دار بلاء وانقطاع، من كل شيء إلى لا شيء، من كل شيء إلى كفن، كان بتوقيع على دفتر شيكات يمنح مليارات، فأصبح ملفوفاً بكفن، والغريب أن هذا الكفن ليس له جيب يضع فيه دفتر شيكات، هذه الحقيقة.
فلذلك المنن ؛ النعم الثقيلة، ولا تصح حقيقة إلا بنعم الآخرة، لذلك:
﴿ وَمَنْ يُطِعِ اللَّهَ وَرَسُولَهُ فَقَدْ فَازَ فَوْزاً عَظِيماً ﴾ (سورة الأحزاب ، الآية 71)
البطولة أن تفوز فوزاً عظيماً، البطولة أن تستحق الجنة.
﴿إِنَّ الْمُتَّقِينَ فِي جَنَّاتٍ وَنَهَرٍ ۝٥٤ فِي مَقْعَدِ صِدْقٍ عِنْدَ مَلِيكٍ مُقْتَدِرٍ ۝٥٥﴾ (سورة القمر)
البطولة كما قال الإمام علي رضي الله عنه: << الغنى والفقر بعد العرض على الله >>.
﴿ قُلْ إِنَّ الْخَاسِرِينَ الَّذِينَ خَسِرُوا أَنْفُسَهُمْ وَأَهْلِيهِمْ يَوْمَ الْقِيَامَةِ ﴾ (سورة الزمر ، الآية 15)
لكن المنان هو الذي يقدم لك نعمة ثقيلة، وعلى الحقيقة هي نعم الله عز وجل، ولكن هناك مَن يمنّ عليك، يقول لك: لحم كتفك من خيري، هذا منٌ بالقول، وهو مستقبح، وهناك منٌ بالعمل ؛ أن يعطيك، أن يملكك، أما المنّ بالقول فمستقبح، ولكن العلماء أجازوه في حالة نادرة، حينما تُكفَر النعمة.
أعلمه الـرماية كل يوم *** فلما اشتد ساعده رماني
وكم عملته نظم القوافي *** فلما قـال قافية هجاني
المنّ حقيقة بالفعل لا يليق إلا لله، أما المنّ بالقول فيفعله معظم السفهاء، لذلك:
﴿ لَا تُبْطِلُوا صَدَقَاتِكُمْ بِالْمَنِّ وَالْأَذَى ﴾ (سورة البقرة ، الآية 264 )
هناك إنسان كلما فعل خيراً يذكره، كيف البيت ؟ هل أنت مرتاح فيه إن شاء الله ؟ إذا أعطاه ثيابا، هل أنت مرتاح إن شاء الله، وهل القياس مناسب ؟ يقولها أمام الناس.
﴿ لَا تُبْطِلُوا صَدَقَاتِكُمْ بِالْمَنِّ وَالْأَذَى ﴾ (سورة البقرة ، الآية 264 ) المنّ القولي مستقبح، إلا في حالة نادرة إذا كُفرت النعمة.
( أَلَمْ تَكُونُوا ضلالًا فَهَدَاكُمُ اللَّهُ بِي ؟ ) (أخرجه الطبراني عن عبد الله بن عباس )
حينما وجد الأنصار على أنفسهم في لعاعة من الدنيا تألف النبي  بها قوماً ليسلموا، ووكلهم إلى إسلامهم، فَقَالَ لِلأَنْصَارِ: «يَا مَعْشَرَ الْأَنْصَارِ ، أَلَمْ أَجِدْكُمْ ضُلَّالًا فَهَدَاكُمُ اللَّهُ بِي ، وَكُنْتُمْ مُتَفَرِّقِينَ فَأَلَّفَكُمُ اللَّهُ بِي ، وَعَالَةً فَأَغْنَاكُمُ اللَّهُ بِي " ، كُلَّمَا قَالَ شَيْئًا ، قَالُوا : اللَّهُ وَرَسُولُهُ أَمَنُّ ...» فلذلك المنّ مقبول في حالات نادرة ؛ حينما ينسى الإنسان الخير، ينسى العطاء فيذكره غيرُه به.

## المصدر
1. ↑  "الموقع الرسمي لفضيلة الشيخ / محمد بن صالح بن عثيمين رحمة الله تعالى - هل اسم : " الحنان والمنان والمحسن " من أسماء الله ؟". binothaimeen.net. مؤرشف من الأصل في 2021-09-17. اطلع عليه بتاريخ 2024-02-07.

| الرقم | أسماء الله الحسنى | الوليد | الصنعاني | ابن الحصين | ابن منده | ابن حزم | ابن العربي | ابن الوزير | ابن حجر | البيهقي | ابن عثيمين | الرضواني | الغصن | بن ناصر | بن وهف | العباد |
| 154   | المنان            |        |          |            |          |         |            |            |         |         |            |          |       |         |        |        |
| ----- | ----------------- | ------ | -------- | ---------- | -------- | ------- | ---------- | ---------- | ------- | ------- | ---------- | -------- | ----- | ------- | ------ | ------ |